# Sträv klockmossa
Sträv klockmossa (Encalypta affinis) är en bladmossart som beskrevs av R. A. Hedwig in Weber och Daniel Matthias Heinrich Mohr 1805 [Dec. Sträv klockmossa ingår i släktet klockmossor, och familjen Encalyptaceae. Arten är reproducerande i Sverige. Inga underarter finns listade i Catalogue of Life.